# Forever Changes
Forever Changes är ett musikalbum av musikgruppen Love som släpptes 1967. Albumet var inte alls en stor framgång när det kom, men idag räknar många kritiker det till ett av de bästa rockalbumen som gjorts, bl.a. för sina poetiska texter och fina musikarrangemang. Skivan blev rankad #40 i tidningen Rolling Stones lista The 500 Greatest Albums of All Time.
Albumet började spelas in i juni 1967, först med Arthur Lee, Bryan MacLean och anonyma studiomusiker som spelade in "The Daily Planet" och "Andmoreagain", innan gruppens ordinarie musiker spelade in resten av låtarna under några dagar i augusti och september 1967. Stråkarrangemangen gjordes av Arthur Lee tillsammans med David Angel. Forever Changes släpptes till liten uppmärksamhet i november 1967.
Albumet är en blandning mellan folkrock och psykedelisk musik. Den mest kända låten på albumet är "Alone Again Or", men den nådde endast #99 på Billboard Hot 100. Efter detta album och singeln Your Mind And We Belong Together b/w Laughing Stock splittrades sommaren 1968 den enligt många bästa uppsättningen av gruppen Love, och albumen som följde räknas inte som lika bra som detta och de två föregående albumen (Love respektive Da Capo)
Forever Changes har släppts i flera utökade versioner med diverse bonusspår.

## Låtlista
Samtliga låtar skrivna av Arthur Lee, om annat inte anges.
Sida 1
1. "Alone Again Or" (Bryan MacLean) – 3:16
2. "A House Is Not a Motel" – 3:31
3. "Andmoreagain"  - 3:18
4. "The Daily Planet" – 3:30
5. "Old Man" (Bryan MacLean) – 3:02
6. "The Red Telephone" – 4:46

Sida 2
1. "Maybe the People Would Be the Times or Between Clark and Hilldale" – 3:34
2. "Live and Let Live" – 5:26
3. "The Good Humor Man He Sees Everything Like This" – 3:08
4. "Bummer in the Summer" – 2:24
5. "You Set the Scene" – 6:51

## Medverkande
Love
- Arthur Lee – gitarr, sång
- Bryan MacLean – rytmgitarr, sång
- Johnny Echols – sologitarr
- Ken Forssi – basgitarr
- Michael Stuart – trummor, percussion

Bidragande musiker
- Robert Barene, Arnold Belnick, James Getzoff, Marshall Sosson, Darrel Terwilliger – violin
- Norman Botnick – viola
- Jesse Ehrlich – cello
- Chuck Berghofer – kontrabas
- Bud Brisbois, Roy Caton, Ollie Mitchell – trumpet
- Richard Leith – trombon

## Listplaceringar
- Billboard 200, USA: #154[3]
- UK Albums Chart, Storbritannien: #24[4]